# Hay Holthuijsen
Hay Holthuijsen (Venlo, 23 maart 1946 – 26 januari 2023) was een Nederlands voetballer die tijdens zijn profloopbaan uitsluitend voor FC VVV uitkwam.
Samen met clubgenoot Piet Pala maakte Holthuijsen in 1970 de overstap van VV VOS naar FC VVV waar hij op jeugdige leeftijd eerder al een periode actief was geweest. De verdediger debuteerde op 23 augustus 1970 namens de Venlose tweededivisionist als invaller voor Jacques Hermans tijdens een met 3-2 verloren uitwedstrijd bij RBC. In zijn eerste profseizoen bleef zijn rol beperkt tot enkele invalbeurten, in de daaropvolgende twee seizoenen kwam Holthuijsen zelfs helemaal niet meer aan spelen toe. In 1973 keerde hij weer terug naar de amateurs. Holthuijsen overleed in 2023 op 76-jarige leeftijd.

## Statistieken
| Seizoen         | Club            | Competitie      | Competitie | Competitie | Beker | Beker | Overige | Overige | Totaal | Totaal |
| Seizoen         | Club            | Competitie      | Wed.       | Dlp.       | Wed.  | Dlp.  | Wed.    | Dlp.    | Wed.   | Dlp.   |
| --------------- | --------------- | --------------- | ---------- | ---------- | ----- | ----- | ------- | ------- | ------ | ------ |
| 1970/71         | FC VVV          | Tweede divisie  | 3          | 0          | 1     | 0     | —       | —       | 4      | 0      |
| 1971/72         | FC VVV          | Eerste divisie  | 0          | 0          | 0     | 0     | —       | —       | 0      | 0      |
| 1972/73         | FC VVV          | Eerste divisie  | 0          | 0          | 0     | 0     | —       | —       | 0      | 0      |
| Carrière totaal | Carrière totaal | Carrière totaal | 3          | 0          | 1     | 0     | 0       | 0       | 4      | 0      |